# Raffaele Tizzano
Raffaele Tizzano (Acerra, 18 giugno 1986) è un giornalista, conduttore televisivo, conduttore radiofonico autore televisivo e radiofonico italiano.

## Biografia
Raffaele, nel 2004, appena maggiorenne, si trasferisce a Roma per perfezionarsi in danza, canto e recitazione: prima a Cinecittà Campus sotto la direzione di Maurizio Costanzo e poi presso la Piccola accademia della comunicazione dello spettacolo diretta da Stefano Jurgens. Nel 2009 si trasferisce a Milano e si specializza come autore, regista e montatore televisivo all'Accademia Professione TV di Alessandro Ippollito. Debutta in televisione nel 2005 su Italia 1 nel cast di Super Sarabanda condotta da Enrico Papi. Il grande pubblico lo conosce nella stagione 2005/2006, quand'è finalista del programma Amici di Maria De Filippi su Canale 5 nella categoria danza. Nella primavera 2006 fa parte del cast di Buona Domenica condotta da Maurizio Costanzo. Nell'autunno dello stesso anno debutta in teatro da protagonista nel musical Nell'isola della felicità - Tra angeli e diavoli.
Nel 2007 ritorna in tv ed esordisce come conduttore su Sky nel programma Dietro le quinte in cui incontra i protagonisti dei più noti musical e racconta il backstage di celebri spettacoli. Nella stagione 2007/2008 è guest star nel musical Gian Burrasca  per la regia di Marco Daverio, in tournée a Genova, Livorno, Bari e Roma.. Dal 2009 comincia a dedicarsi al giornalismo realizzando articoli e interviste e curando varie rubriche come critico televisivo per le riviste Di Tutto, SI, Star TV, IN, Ecco, Tutto IN, Scoop. Dal 2009 e fino al 2012 è autore e conduttore del programma musicale radiofonico Music & Words, in onda quotidianamente da ottobre a maggio su tutto il territorio italiano e nella Svizzera italiana.. Nello stesso anno è premiato come miglior giovane conduttore italiano durante la nona edizione del Gran Galà della Televisione, Cinema e Sport Grand Prix Corallo Città di Alghero condotta da Daniele Piombi e Nicola Nieddu.
Nell'estate 2011 scrive e conduce per Canale Italia Musica il programma Summer in Music in onda dalle spiagge italiane, di cui cura anche la rubrica settimanale sulla rivista SI. Sempre nel 2011 conduce con Metis Di Meo per Coming Soon Television la sezione giovani e spettacolo dell'undicesima edizione del Gran Prix Corallo – Città di Alghero. L'anno successivo conduce con Claudio Lippi e Nicola Nieddu anche la dodicesima edizione della manifestazione. Nel 2012 è autore e conduttore per il canale musicale Play.me del programma Saturday Village durante il quale intervista cantanti e personaggi del mondo dello spettacolo, di cui cura anche una rubrica dedicata sulla rivista Cioè. Nel 2013 è autore e conduttore per Radio MaliBoomBoom, prima web street radio italiana nel centro di Milano, del programma musicale L'isola che c'è, in onda in diretta ogni sabato. Dal 2012 collabora come giornalista con Edizioni Panini realizzando articoli e interviste per diverse testate (Cioè, Cioè Max, Cioè Girl, Pops, LoL, Storie d'amore). Dal 2022 collabora come giornalista con Libero Quotidiano realizzando video interviste per la sezione web Libero TV.

## Televisione
- Super Sarabanda ( - Il torneo dei campioniItalia 1 2004) con Enrico Papi
- Amici di Maria De Filippi (Canale 5 2005/2006) Concorrente
- Buona Domenica (Canale 5, 2006) con Maurizio Costanzo
- Verissimo (Canale 5, 2006) con Paola Perego Inviato
- Dietro le quinte (Sky, 2007)
- SOS Notte (Rosso Alice, 2007/2008)
- In & Out (Rosso Alice, 2007/2008)
- Percorsi (Rai 3, 2008)
- Soliti ignoti - Identità nascoste (Rai 1, 2008) con Fabrizio Frizzi
- L'Italia sul 2 (Rai 2, 2009) con Roberta Lanfranchi
- Grand Prix Corallo Città di Alghero (Coming Soon Television, 2011) conduttore con Metis Di Meo
- Summer in Music – On the Road (Canale Italia Musica 2011) autore e conduttore
- Saturday Village – (Play.me 2012) autore e conduttore

## Radio
- Music & Words (2008/2012) autore e conduttore
- L'isola che c'è (Radio Malibu 2013) autore e conduttore

## Teatro
- Nell'isola della felicità (2006/2007) protagonista
- Gian Burrasca - Il musical (2007/2008) guest star

## Altro
- Grand Prix Corallo Città di Alghero (2008/2012) conduttore
- Onda Tour (2009/2010) conduttore